# رنا متآثر مع بيوي
الرنا المتآثر مع بيوي (بالإنجليزية: Piwi-interacting RNA)‏ واختصارا (الرنا باي: piRNA) هو القسم الأكبر من جزيئات الرنا غير المشفِّرة الصغيرة المعبَّر عنها في الخلايا الحيوانية. تشكل جزيئات الرنا باي مركباتِ بروتين-رنا عبر تآثرات مع بروتينات بيوي. تعمل مركبات الرنا باي هذه على إسكات الينقولات في مرحلة ما بعد النسخ، ويمكن أن تلعب كذلك دورا في تنظيم العناصر الجينية الأخرى في خلايا الخط الجنسي. تُخلَّق جزيئات الرنا باي من المواقع التي تعمل كفخاخ للينقولات وتوفر مناعة متكيفة بواسطة الرنا ضد توسعات واجتياحات الينقولات. يختلف الرنا باي عن الرنا الميكروي في الحجم (26-31 مقابل 21-24 نوكليوتيد عند الرنا الميكروي) وانعدام انحفاظ التسلسل وتعقيده الأكبر.
حتى 2008، لم يكن معروفا كيف تتكون جزيئات الرنا باي لكن اقتُرحت طرق لمحاولة معرفة ذلك، وكان أمرا مؤكدا أن مسار تخليقها مختلف عن مساري الرنا الميكروي والرنا المتخل الصغير (siRNA)، في حين أن جزيئات الرنا راسي (RasiRNA) اعتبرت نويعات منها.